# Gracie Abrams
Gracie Madigan Abrams (Los Ángeles, California; 7 de septiembre de 1999) es una cantante y compositora estadounidense, hija del conocido director de cine J.J. Abrams. Su EP debut, Minor, se lanzó en julio de 2020 a través de Interscope Records. Su segundo EP, This Is What It Feels Like, fue lanzado en noviembre de 2021, con los sencillos «Feels Like» y «Rockland».Su álbum debut, Good Riddance, fue lanzado en febrero de 2023, con sencillos como «Where Do We Go Now?» y «I Know It Won't Work». Su segundo álbum, The Secret of Us, fue lanzado el 21 de junio de 2024, con los sencillos «Risk», «Close to You» y «I Love You, I'm Sorry», además de una colaboración con Taylor Swift.

## Primeros años y educación
Nacida y criada en el condado de Los Ángeles, California, Abrams es hija de JJ Abrams, director de cine, y Katie McGrath, productora de cine y televisión. Tiene dos hermanos, Henry y August. Desde pequeña mostró interés por la música. Después de graduarse de la secundaria en 2018, Abrams estudió relaciones internacionales en Barnard College, pero se tomó un descanso después de su primer año para concentrarse en la música. La familia de su padre es judía, mientras la familia de su madre son católicos irlandeses.

## Carrera
En octubre de 2019, Abrams lanzó su sencillo debut, «Mean It», gracias a Interscope Records.
El 14 de julio de 2020, Abrams lanzó su EP debut, Minor. El EP fue apoyado por varios sencillos, incluidos “I miss you, I’m sorry” y “Friend”.
El 24 de marzo de 2021, lanzó un nuevo sencillo con Benny Blanco titulado “Unlearn”. El sencillo es parte del álbum titulado Friends Keep Secrets 2.
El 7 de mayo de 2021, lanzó el sencillo “Mess It Up” junto con su video musical. En octubre de 2021, Abrams lanzó su sencillo “Feels Like”, junto con su video musical. Después lanzó una nueva canción titulada “Rockland”, que fue creada con Aaron Dessner.
El 1 de noviembre de 2021, Abrams anunció su segundo proyecto, This Is What It Feels Like, el 12 de noviembre de 2021. El proyecto incluye los sencillos mencionados anteriormente “Feels Like” y “Rockland”. En 2022, Abrams comenzó a hacer giras con Olivia Rodrigo como acto secundario de su Sour Tour. El 8 de abril de 2022, lanzó el sencillo «Block Me Out». El 7 de octubre de 2022, Abrams lanzó el sencillo “Difficult”.
El 24 de febrero de 2023 sacó su álbum debut titulado Good riddance.
Tuvo una muy exitosa e importante participación en el programa estadounidense, Jimmy Kimmel live, en las que se presentó con canciones como “I know it won’t work” en 2023 y “Feels like” en 2021.
Abrams abrió varios espectáculos de la primera y segunda parte estadounidense de la gira The Eras Tour de Taylor Swift.
En 2023 estuvo de gira mundial con su Good Riddance Tour, presentando su debut álbum, en la cual pasó por La Sala del Wizink Center en Madrid y por la sala Razmatazz en Barcelona, el 20 y el 18 de octubre respectivamente.
En mayo de 2024, lanzó su canción “Risk”, el primer sencillo de su próximo álbum, The Secret of Us. En junio de ese mismo año, lanzó “Close To You”, el segundo sencillo de nuevo álbum. Finalmente, el 21 de ese mes, The Secret Of Us fue lanzado en todo el mundo, incluyendo una colaboración con Taylor Swift.. El 17 de julio lanzó su tercer sencillo “I Love You, I’m Sorry”. El 18 de octubre, Abrams lanzó la versión deluxe del álbum, contando con cuatro canciones nuevas, en las que destaca "That's so true", y tres versiones live de canciones del álbum. Debido al éxito la artista estrenó su gira mundial The Secret Of Us Tour.
Actualmente, en 2025, se encuentra en la gira europea de The Secret Of Us Tour.

## Arte y recepción
Abrams ha citado giranmundial i Mitchell,Simon & Garfunkel, Elvis Costello, Bon Iver, Elliott Smith, Kate Bush, The 1975, James Blake, Taylor Swift, Lorde y Phoebe Bridgers como sus influencias musicales.
Swift, Bridgers, Lorde, Post Malone, Billie Eilish y Olivia Rodrigo expresaron su admiración por Abrams. Olivia Rodrigo dijo que el EP de la cantante, minor, fue lo que estaba escuchando cuando se inspiró para escribir su éxito mundial drivers license.

## Activismo
Después de que un borrador filtrado mostró que la Corte Suprema de los Estados Unidos planeaba anular los derechos de aborto establecidos en Roe v. Wade, Abrams estuvo entre los 160 artistas musicales, que firmaron un anuncio de página completa en The New York Times en mayo de 2022 juzgando la decisión planeada de la Corte Suprema. En julio de 2022, Abrams lanzó a la venta una camiseta de edición limitada cuyas ganancias irían a la Red Nacional de Fondos de Aborto. Si bien esto es «solo una pequeña parte de un esfuerzo masivamente antidemocrático que está en marcha en este país», admite Abrams, cree que puede «usar mi plataforma para amplificar a los expertos en este momento».
En una entrevista de 2020, Abrams apoyó la expresión de puntos de vista personales a través de la música y dijo: «No puedo separar mi música de mis opiniones [...] es un todo que refleja mi forma de pensar. No deberías tener miedo de hablar sobre lo que crees».

## Discografía

### Álbumes de estudio
| Título                                                          | Detalles del álbum                                                                                        | Posiciones en listas | Certificaciones | Ventas |
| --------------------------------------------------------------- | --- | -------------------- | --------------- | ------ |
| Good Riddance                                                   | - Lanzamiento: 24 de febrero de 2023 - Discográfica: Interscope Records - Formatos: CD - Vinilo - Digital |                      |                 |        |
| The Secret Of Us                                                | - Lanzamiento: 21 de junio de 2024 - Discográfica: Interscope Records - Formatos: CD - Vinilo - Digital   |                      |                 |        |
| «—» denota lanzamientos que no se registraron o no se lanzaron. | |                      |                 |        |

### EPs
| Título                     | Detalles del EP                                                                                                   |
| -------------------------- | --- |
| Minor                      | - Lanzamiento: 14 de julio de 2020 - Discográfica: Interscope Records - Formatos: LP, descarga digital, streaming |
| This Is What It Feels Like | - Lanzamiento: 12 de noviembre de 2021 - Discográfica: Interscope Records - Formatos: descarga digital, streaming |

### Sencillos
| Título                       | Año  | Posiciones en listas |                    | Álbum                      |
| Título                       | Año  | NZ Hot               | US Hot             | Álbum                      |
| ---------------------------- | ---- | -------------------- | ------------------ | -------------------------- |
| «Mean It»                    | 2019 | —                    |                    |                            |
| «Stay»                       | 2019 | —                    |                    |                            |
| «21»                         | 2020 | —                    |                    | Minor                      |
| «I Miss You, I'm Sorry»      | 2020 | —                    |                    | Minor                      |
| «Long Sleeves»               | 2020 | —                    |                    | Minor                      |
| «Friend»                     | 2020 | —                    |                    | Minor                      |
| «Brush Fire»                 | 2020 | —                    | Sencillo sin álbum |                            |
| «Unlearn» (con Benny Blanco) | 2021 | —                    |                    | Friends Keep Secrets 2     |
| «Mess It Up»                 | 2021 | —                    | Sencillo sin álbum |                            |
| «Feels Like»                 | 2021 | 37                   |                    | This Is What It Feels Like |
| «Rockland»                   | 2021 | —                    |                    | This Is What It Feels Like |
| «Alright»                    | 2021 | —                    |                    | This Is What It Feels Like |
| «Block Me Out»               | 2022 | —                    |                    | Good Riddance              |
| «Difficult»                  | 2022 | —                    |                    | Good Riddance              |
| «Where do we go now?»        | 2023 |                      |                    | Good Riddance              |
| «Risk»                       | 2024 | —                    |                    | The Secret Of Us           |
| «Close To You»               | 2024 | —                    | 49                 | The Secret Of Us           |
| That's So True               | 2024 |                      | 6                  | The Secret Of Us           |
| «I Love You, I'm Sorry»      | 2024 | —                    |                    | The Secret Of Us           |

#### Como artista invitada
| Año                                | Título | Posiciones en listas | Álbum              |
| ---------------------------------- | ------ | -------------------- | ------------------ |
| «Pad Thai» TJANI con Gracie Abrams | 2017   | —                    | Sencillo sin álbum |

## Giras musicales

### Como acto principal
- I've missed you, I'm sorry Tour (2021)
- This Is What It Feels Like Tour (2022)
- Good Riddance Tour (2023)
- The Secret Of Us Tour (2024-2025)

### Como acto de apertura
- Olivia Rodrigo – Sour Tour (2022)
- Taylor Swift – The Eras Tour (2023)

## Premios y nominaciones
| Año  | Premio                          | Nominado                                                        | Categoría                     | Resultado | Referencias |
| ---- | ------------------------------- | --------------------------------------------------------------- | ----------------------------- | --------- | ----------- |
| 2025 | Nickelodeon Kids' Choice Awards | «Call Me When You Break Up» junto a Benny Blanco y Selena Gomez | Colaboración musical favorita | Nominados | [ 42 ]      |
| 2025 | Nickelodeon Kids' Choice Awards | «That's So True»                                                | Canción viral favorita        | Nominada  | [ 42 ]      |